# Elasmopus marplatensis
Elasmopus marplatensis is een vlokreeftensoort uit de familie van de Maeridae. De wetenschappelijke naam van de soort is voor het eerst geldig gepubliceerd in 1997 door Alonso de Pina.